# Bombardier 415

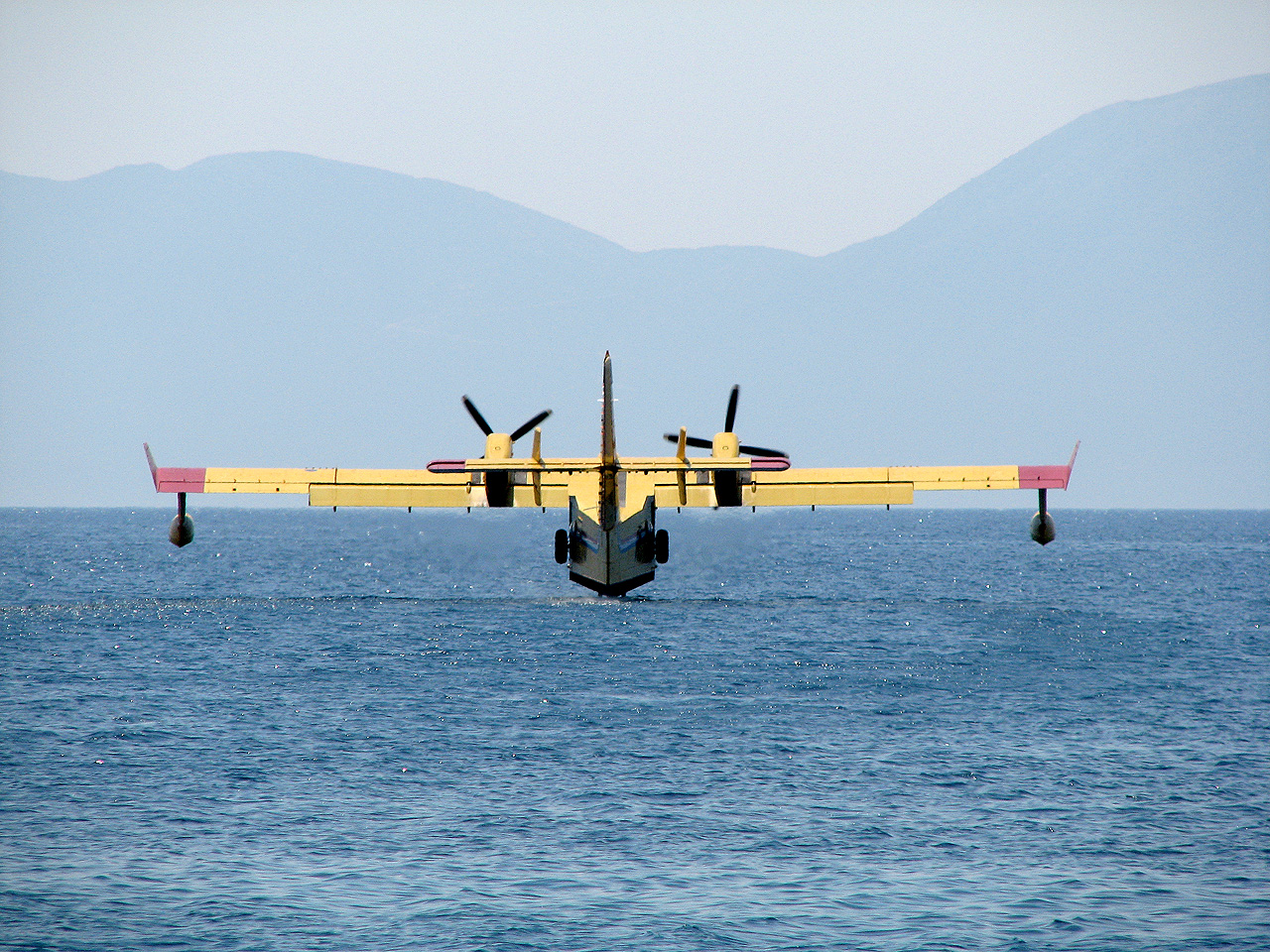
En Bombardier 415 strax före påfyllning av vatten i Živogošće, Kroatien.

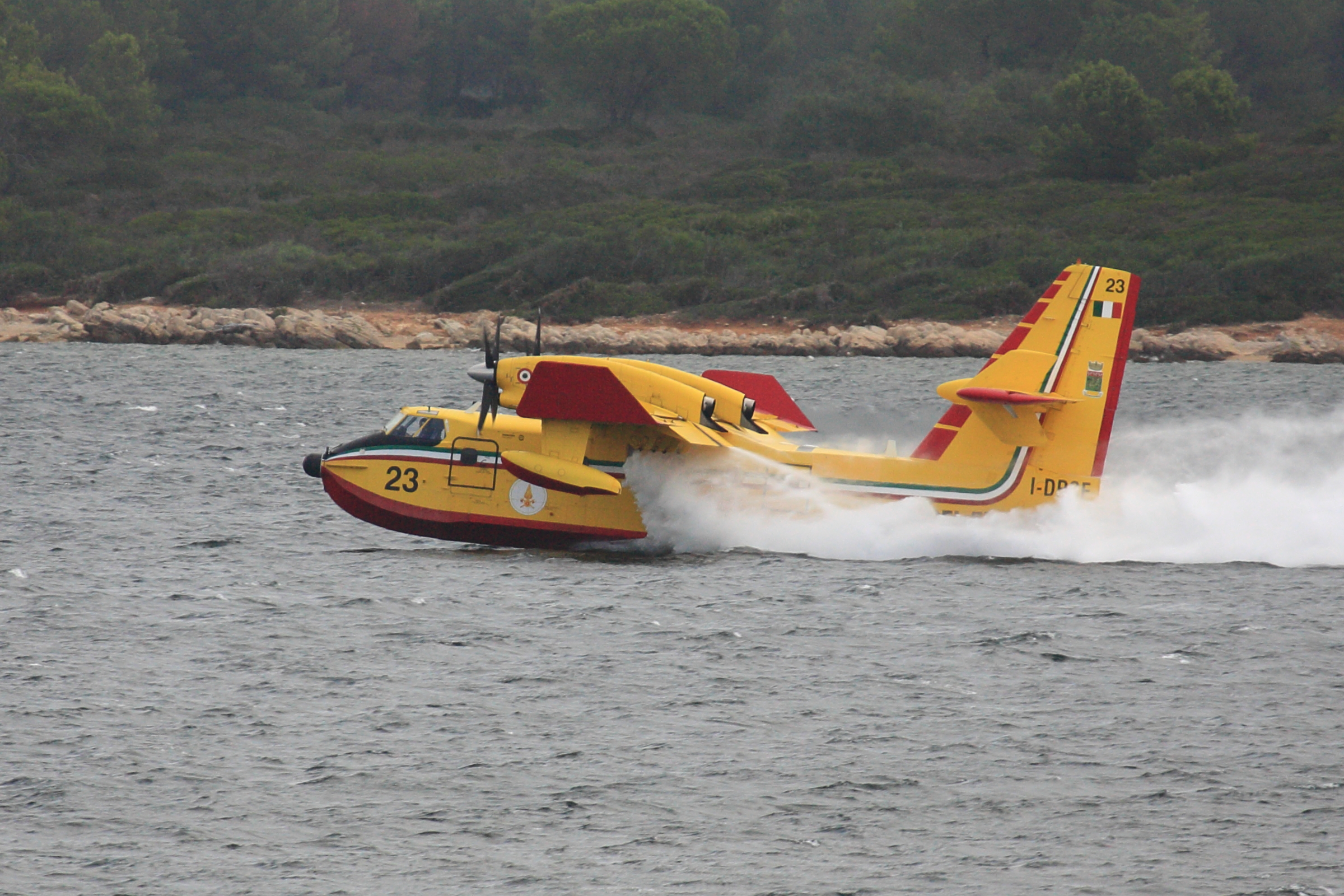
Ett italienskt flygplan fyller på vatten i Baia delle Ninfe i Medelhavet vid Sardinien. Överskottsventilerna under vingarna släpper ut överflödigt vatten.

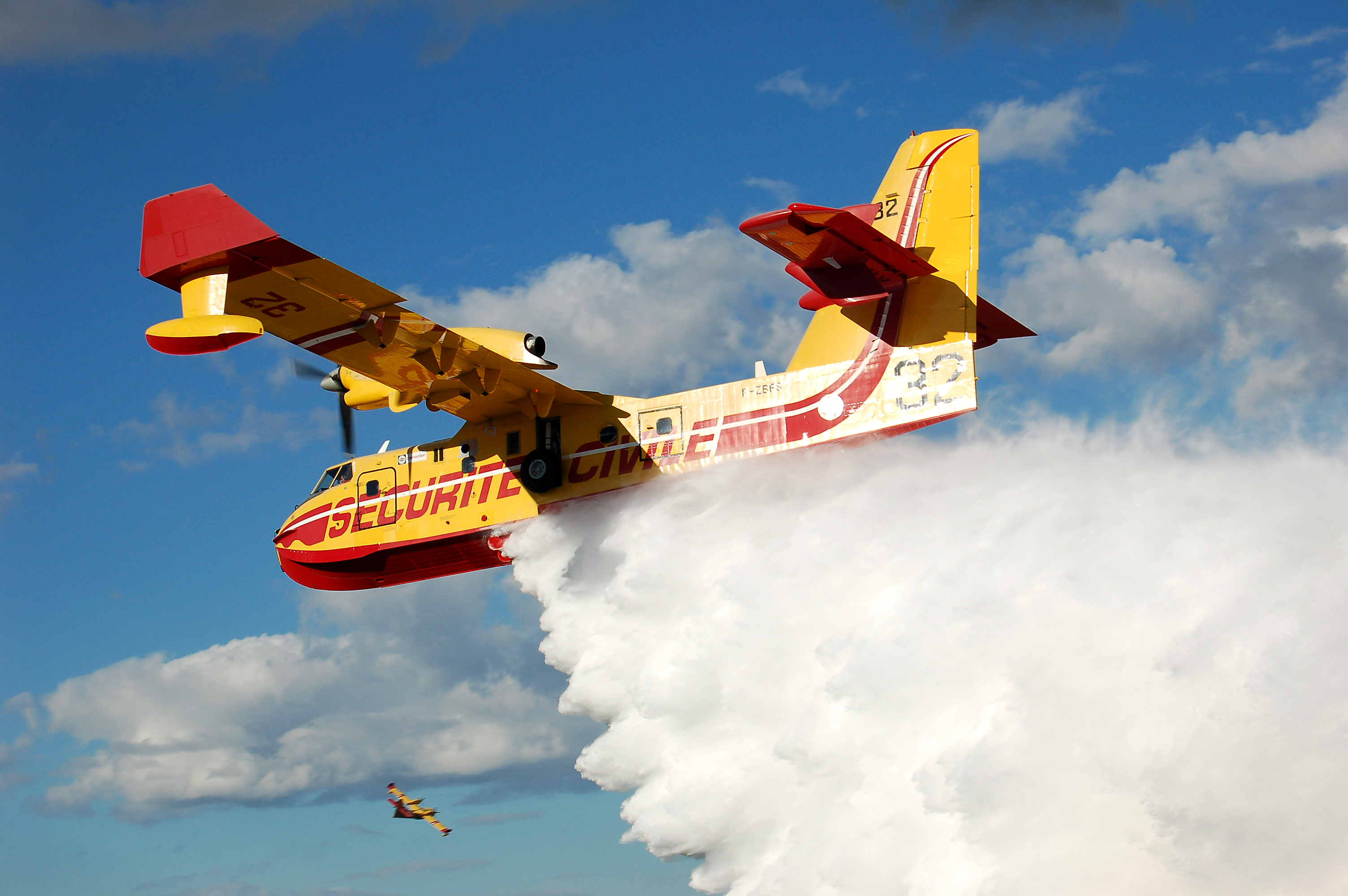
Ett franskt flygplan ur Sécurité Civile vattenbombar en brandhärd.

Bombardier 415 Superscooper, tidigare Canadair CL-415, är ett kanadensiskt turbopropdrivet amfibieflygplan, vilket är speciellt konstruerat som en vattenbombare för brandbekämpning från luften.

## Bakgrund
Bombardier 415 Superscooper är en efterföljare till kolvmotordrivna amfibieflygplanet Canadair CL-215. Produktionen startade 1993 och de första leveranserna skedde i november 1994. Produktionen upphörde 2015, då Bombardier ville lägga tyngdpunkten för sin civila flygplanstillverkning på den nya serien passagerarjetplan CSeries (numera Airbus A220).
Flygplanet tillverkades av Bombardier Aerospace-fabriken i North Bay i Ontario i Kanada. 90 flygplan har tillverkats och finns framför allt i Nordamerika och länder runt Medelhavet. År 2016 förvärvade kanadensiska Viking Air tillverkningsrättigheterna till CL-415 och tidigare amfibieplan från Bombardier. Beslut om att uppta nyproduktionen, då av en diskuterad utvecklad version, Viking CL-515, har dock (per juli 2018) inte fattats. Viking har dock påbörjat modernisering av ett antal av föregångaren Canadair CL-215 med låg förslitningsgrad, under namnet CL-415EAF ("Enhanced Aerial Firefighter").  
Flygplanet kan med hjälp av en skopanordning per omgång ta in 6 137 liter vatten från sjöar eller havsvikar och släppa ut det under överflygning på låg höjd över en brandhärd. Vid påfyllning krävs en flygsträcka på 1 340 meter för att sänka planet från 15 meters höjd, ta in 6 137 liter vatten vid svepning i vattenytan (”touch and go”) under 12 sekunder på en 410 meter lång vattensträcka i 130 km/h och sedan åter stiga till 15 meters höjd. Alternativt kan det ta upp delvolymer i kortare svepningar.

## Användning i Sverige

### Försök med Bombardier 415 i Sverige
Dåvarande Räddningsverket, tillsammans med Kustbevakningen hyrde under två säsonger på 1990-talet in en vattenbombare av den äldre kolvmotordrivna modellen Canadair CL-215 respektive den då nykonstruerade turbopropdrivna Bombardier 415 (då benämnt Canadair CL-415), i Sverige under så kallad operationell leasing från ett kanadensiskt företag för att prova dess användbarhet. För Räddningsverket gällde proven vattenbegjutning av skogsbränder och för Kustbevakningen diverse uppgifter, bland annat sjöräddning.
Räddningsverket publicerade en utvärderingsrapport från projektgruppen 1996, vilken visade att flygplanen fungerade bra i den befintliga organisationen för brandsläckning i Sverige och konstaterade att flygplanet varit mycket effektivt i släckningsarbetet.

### Skogsbranden i Västmanland 2014
Vid skogsbranden i Västmanland 2014 sände Protezione Civile i Italien och Sécurité Civile i Frankrike, efter begäran av räddningsledaren från Räddningstjänsten Sala-Heby till Myndigheten för samhällsskydd och beredskap, och begäran av MSB genom Europeiska unionens civilförsvarsmekanism, vardera två Bombardier 415 till Sverige för vattenbegjutning från luften. De vattenbombade under brandens akuta skede under fyra dygn. Flygplanen var baserade på Stockholm-Västerås flygplats.

### Sommaren 2018
Den 10 juni 2018 landade två italienska brandflygplan med 14 besättningsmän på Örebro flygplats, efter att Myndigheten för samhällsskydd och beredskap (MSB) hade gjort en förfrågan hos Europeiska unionens gemenskapsmekanism mot bakgrund av torka och stor brandrisk i stora delar av Sverige. Den 15 juni 2018 blossade en skogsbrand upp på Svindersviksberget intill Värmdöleden i Nacka kommun, öster om Stockholm. På kvällen kontaktade räddningsledningen vid Södertörns brandförsvarsförbund MSB med att få stöd i släckningsarbetet. Drygt en timme senare lyfte flygplanen från Örebro och var på plats under kvällen för att bistå räddningstjänsten med släckningsarbetet. Den 17 juni begärde Länsstyrelsen i Västerbottens län stöd av MSB med att bekämpa en skogsbrand i Hörnefors söder om Umeå. Flygplanen bistod räddningstjänsten i Umeå med 24 vattenbombningar innan de återvände på kvällen till Örebro. De båda flygplanen återvände den 19 juni till Italien. Själva flygoperationen med flygplan i beredskap i Sverige beräknades ha kostat 1,5-2 miljoner kronor.
Med fortsatt torka sommaren 2018 och ett 70-tal samtidiga bränder i mitten av juli, begärde MSB den 16 juli ytterligare en gång utländskt brandbekämpningsflyg. Två plan från Italien anlände till Örebro flygplats för en åttadagarsperiod den 18 respektive 19 juli. På samma sätt anlände två franska plan den 19 juli.